# Supressió i cancel·lació d'eco
La supressió d'eco i la cancel·lació d'eco són mètodes utilitzats en telefonia per millorar la qualitat de la veu evitant que es creï l'eco o eliminant-lo després que ja sigui present. A més de millorar la qualitat d'àudio subjectiva, la supressió d'eco augmenta la capacitat aconseguida mitjançant la supressió del silenci evitant que l'eco viatgi a través d'una xarxa de telecomunicacions. Els supressors d'eco es van desenvolupar a la dècada de 1950 en resposta al primer ús de satèl·lits per a les telecomunicacions.
Els mètodes de supressió i cancel·lació d'eco s'anomenen comunament supressió d'eco acústic (AES) i cancel·lació d'eco acústic (AEC), i més rarament cancel·lació d'eco de línia (LEC). En alguns casos, aquests termes són més precisos, ja que hi ha diversos tipus i causes d'eco amb característiques úniques, com ara l'eco acústic (sons d'un altaveu que es reflecteixen i es graven en un micròfon, que poden variar substancialment amb el temps) i l'eco de línia (impulsos elèctrics causats per, per exemple, l'acoblament entre els cables emissor i receptor, desajustos d'impedància, reflexions elèctriques, etc., que varia molt menys que l'eco acústic). A la pràctica, però, s'utilitzen les mateixes tècniques per tractar tots els tipus d'eco, de manera que un cancel·lador d'eco acústic pot cancel·lar l'eco de línia, així com l'eco acústic. L'AEC, en particular, s'utilitza habitualment per referir-se als cancel·ladors d'eco en general, independentment de si estaven destinats a l'eco acústic, l'eco de línia o tots dos.
Tot i que els supressors i cancel·ladors d'eco tenen objectius similars — evitar que una persona parlant senti l'eco de la seva pròpia veu — els mètodes que utilitzen són diferents:
- Els supressors d'eco funcionen detectant un senyal de veu que va en una direcció en un circuit i després silenciant o atenuant el senyal en l'altra direcció. Normalment, el supressor d'eco a l'extrem més allunyat del circuit fa aquest silenciament quan detecta veu que prové de l'extrem més proper del circuit. Aquest silenciament impedeix que el parlant senti la seva pròpia veu que torna des de l'extrem més allunyat.
- La cancel·lació de l'eco implica primer reconèixer el senyal transmès originalment que reapareix, amb cert retard, en el senyal transmès o rebut. Un cop reconegut l'eco, es pot eliminar restant-lo del senyal transmès o rebut. Aquesta tècnica generalment s'implementa digitalment mitjançant un processador de senyal digital o programari, tot i que també es pot implementar en circuits analògics.

Les normes de la UIT G.168 i P.340 descriuen els requisits i les proves per als cancel·ladors d'eco en aplicacions digitals i PSTN, respectivament.

## Història
En telefonia, l'eco és la còpia reflectida de la pròpia veu que es sent després d'un temps. Si el retard és força significatiu (més d'uns quants centenars de mil·lisegons), es considera molest. Si el retard és molt petit (desenes de mil·lisegons o menys), el fenomen s'anomena to lateral. Si el retard és lleugerament més llarg, al voltant de 50 mil·lisegons, els humans no poden sentir l'eco com un so diferent, sinó que senten un efecte de cor.
En els primers temps de les telecomunicacions, la supressió d'eco s'utilitzava per reduir la naturalesa objectionable dels ecos per als usuaris humans. Una persona parla mentre l'altra escolta, i parlen d'un costat a l'altre. Un supressor d'eco intenta determinar quina és la direcció principal i permet que aquest canal vagi endavant. En el canal invers, col·loca l'atenuació per bloquejar o suprimir qualsevol senyal partint del supòsit que el senyal és eco. Tot i que el supressor tracta eficaçment l'eco, aquest enfocament porta a diversos problemes que poden ser frustrants per a ambdues parts d'una trucada.
- Parla doble: És bastant normal en una conversa que ambdues parts parlin alhora, almenys breument. Com que cada supressor d'eco detectarà energia de veu procedent de l'extrem més allunyat del circuit, l'efecte normalment seria que s'inserís una pèrdua en ambdues direccions alhora, bloquejant efectivament ambdues parts. Per evitar-ho, es poden configurar els supressors d'eco per detectar l'activitat de veu de l'altaveu proper i per no inserir pèrdua (o inserir una pèrdua més petita) quan tant l'altaveu proper com l'altaveu remot estiguin parlant. Això, és clar, anul·la temporalment l'efecte principal de tenir un supressor d'eco.
- Retall: Com que el supressor d'eco insereix i elimina pèrdues alternativament, sovint hi ha un petit retard quan un nou parlant comença a parlar, cosa que provoca el retall de la primera síl·laba de la seva veu.
- Soroll de fons: si la persona que intervé en una trucada es troba en un entorn sorollós, l'altaveu proper sentirà aquest soroll de fons mentre l'altaveu remot estigui parlant, però el supressor d'eco suprimirà aquest soroll de fons quan l'altaveu proper comenci a parlar. L'absència sobtada de soroll de fons dóna a l'usuari proper la impressió que la línia s'ha mort.

En resposta a això, Bell Labs va desenvolupar la teoria del cancel·lador d'eco a principis dels anys seixanta, que va donar lloc a cancel·ladors d'eco de laboratori a finals dels anys seixanta i cancel·ladors d'eco comercials als anys vuitanta. Un cancel·lador d'eco funciona generant una estimació de l'eco a partir del senyal del parlant i resta aquesta estimació del camí de retorn. Aquesta tècnica requereix un filtre adaptatiu per generar un senyal prou precís per cancel·lar eficaçment l'eco, on l'eco pot diferir de l'original a causa de diversos tipus de degradació al llarg del camí. Des de la invenció a AT&T Bell Labs, els algoritmes de cancel·lació d'eco s'han millorat i perfeccionat. Com tots els processos de cancel·lació d'eco, aquests primers algoritmes es van dissenyar per anticipar el senyal que inevitablement tornaria a entrar al camí de transmissió i cancel·lar-lo.
Els ràpids avenços en el processament digital del senyal van permetre que els cancel·ladors d'eco fossin més petits i més rendibles. A la dècada del 1990, els cancel·ladors d'eco es van implementar per primera vegada dins dels commutadors de veu (al Northern Telecom DMS-250) en lloc de com a dispositius independents. La integració de la cancel·lació d'eco directament al commutador va significar que els cancel·ladors d'eco es podien activar o desactivar de manera fiable trucada per trucada, eliminant la necessitat de grups troncals separats per a trucades de veu i dades. La tecnologia de telefonia actual sovint utilitza cancel·ladors d'eco en dispositius de comunicacions petits o portàtils a través d'un motor de veu de programari, que proporciona la cancel·lació de l'eco acústic o de l'eco residual introduït per un sistema de passarel·la PSTN remot; aquests sistemes solen cancel·lar les reflexions d'eco amb un retard de fins a 64 mil·lisegons.

## Operació

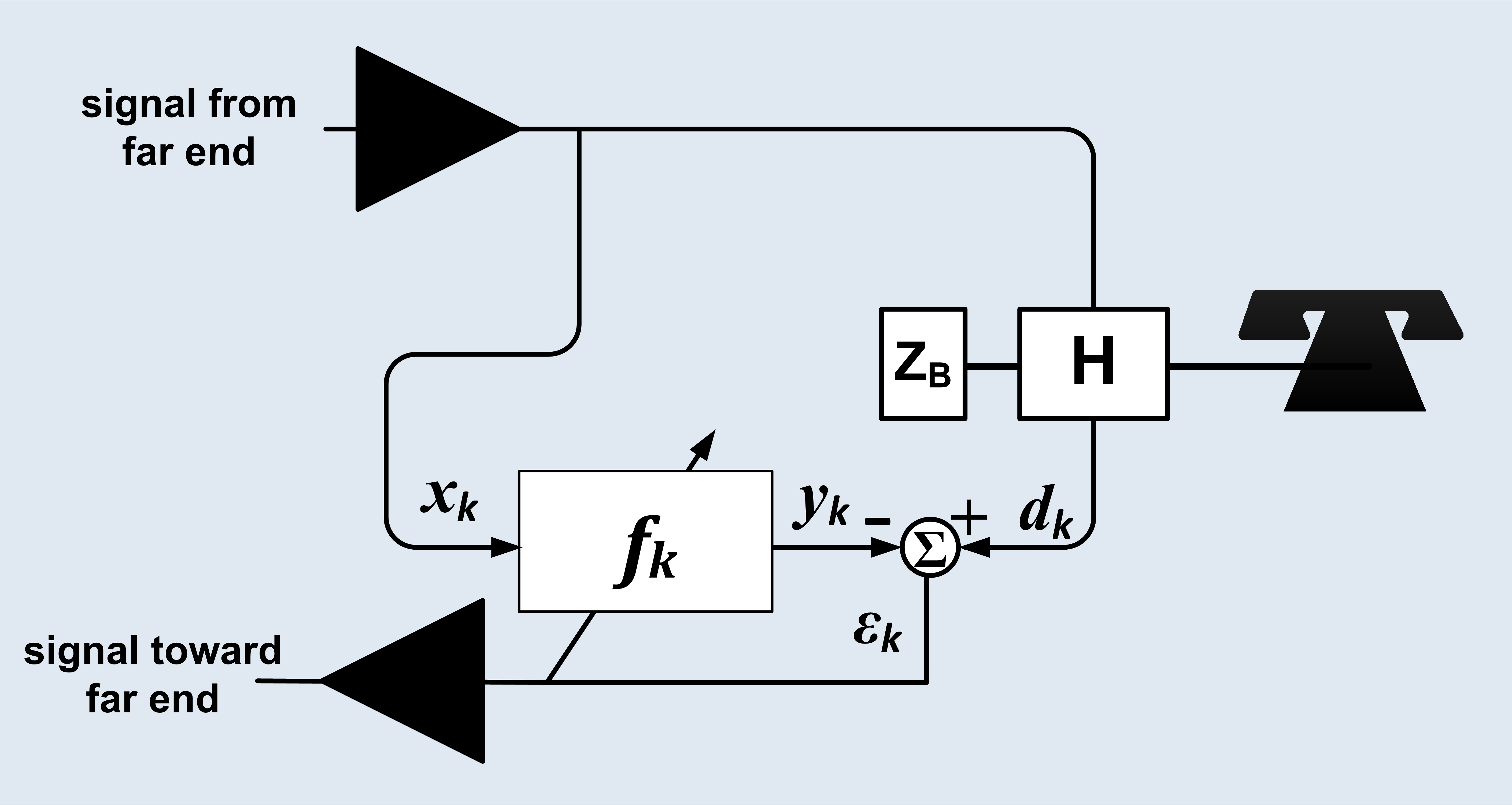
Un cancel·lador d'eco adaptatiu per a un circuit telefònic. La funció d'H, el transformador híbrid, és encaminar la veu entrant des de l'extrem llunyà xkal telèfon local i encaminar la veu des del telèfon fins a l'extrem llunyà. Tanmateix, l'híbrid mai és perfecte, de manera que la seva sortida dk conté tant la veu desitjada del telèfon local com la veu filtrada de l'extrem llunyà. El cancel·lador d eco és el filtre adaptatiu fk, que intenta minimitzar el senyal d'error εk filtrant la veu entrant de l'extrem llunyà en una rèplica yk de la veu de l'extrem llunyà que es filtra a través de l'híbrid. Un cop completada l'adaptació, el senyal d'error consisteix principalment en veu del telèfon local.

El procés de cancel·lació d'eco funciona de la següent manera:
1. Es lliura un senyal d'extrem llunyà al sistema.
2. Es reprodueix el senyal de l'extrem llunyà.
3. El senyal de l'extrem llunyà es filtra i es retarda per assemblar-se al senyal de l'extrem proper.
4. El senyal filtrat de l'extrem llunyà es resta del senyal de l'extrem proper.
5. El senyal resultant representa els sons presents a l'habitació, excloent qualsevol so directe o reverberat.

El principal repte d'un cancel·lador d'eco és determinar les característiques de resposta del filtre que s'aplicarà al senyal de l'extrem llunyà de manera que s'assembli al ressò resultant de l'extrem proper. El filtre és essencialment un model d'altaveu, micròfon i atributs acústics de la sala. Els cancel·ladors d'eco han de ser adaptatius perquè les característiques de l'altaveu i el micròfon de l'extrem proper generalment no es coneixen per endavant. Els atributs acústics de la sala de l'extrem proper tampoc es coneixen generalment per endavant i poden canviar (per exemple, si el micròfon es mou en relació amb l'altaveu o si les persones caminen per la sala provocant canvis en les reflexions acústiques). En utilitzar el senyal de l'extrem llunyà com a estímul, els sistemes moderns utilitzen un filtre adaptatiu i poden convergir des de no proporcionar cap cancel·lació fins a 55. dB de cancel·lació al voltant de 200 ms.
La cancel·lació d'eco per si sola pot ser insuficient en moltes aplicacions. La cancel·lació i la supressió d'eco poden funcionar conjuntament per aconseguir un rendiment acceptable.

### Quantificació de l'eco
L'eco es mesura com  (ERL). Aquesta és la relació, expressada en decibels, entre el senyal original i el seu eco. Els valors alts signifiquen que l'eco és molt feble, mentre que els valors baixos signifiquen que l'eco és molt fort. Els valors negatius indiquen que l'eco és més fort que el senyal original, cosa que, si no es controla, causaria retroalimentació d'àudio.
El rendiment d'un cancel·lador d'eco es mesura en la millora de la pèrdua de retorn d'eco (ERLE), que és la quantitat de pèrdua de senyal addicional aplicada pel cancel·lador d'eco. La majoria dels cancel·ladors d'eco poden aplicar de 18 a 35 dB ERLE.
La pèrdua total de senyal de l'eco (ACOM) és la suma de l'ERL i l'ERLE.

## Usos actuals
Les fonts d'eco es troben en entorns quotidians com ara:
- Sistemes de telefonia de cotxe de mans lliures
- Un telèfon o telèfon mòbil estàndard en mode altaveu
- Altaveus autònoms dedicats
- Sistemes de sala de conferències instal·lats que utilitzen altaveus de sostre i micròfons a la taula
- Acoblament físic on les vibracions de l'altaveu es transfereixen al micròfon a través de la carcassa del microtelèfon.

En alguns d'aquests casos, el so de l'altaveu entra al micròfon gairebé inalterat. Les dificultats per cancel·lar l'eco provenen de l'alteració del so original per l'espai ambiental. Aquests canvis poden incloure l'absorció de certes freqüències pels mobles tous i la reflexió de diferents freqüències amb diferent intensitat.
La implementació de l'AEC requereix coneixements d'enginyeria i un processador ràpid, generalment en forma de processador de senyal digital (DSP). Aquest cost en capacitat de processament pot ser elevat, però molts sistemes integrats tenen un AEC completament funcional.
Els altaveus intel·ligents i els sistemes de resposta de veu interactiva que accepten veu com a entrada utilitzen AEC mentre es reprodueixen indicacions de veu per evitar que el reconeixement de veu del propi sistema reconegui falsament les indicacions repetides i altres sortides.